# Vista Alegre (Rio de Janeiro)
Vista Alegre è un quartiere (bairro) della Zona Nord della città di Rio de Janeiro in Brasile.

## Amministrazione
Vista Alegre fu istituito come bairro a sé stante il 23 luglio 1981 come parte della Regione Amministrativa XIV - Irajá del municipio di Rio de Janeiro.